# سالن هولمز
سالن هولمز (انگلیسی: Salon de Holmes؛ کره‌ای: 살롱 드 홈즈) مجموعه تلویزیونی محصول کره جنوبی سال ۲۰۲۵ با بازی لی شی یونگ، جونگ یونگ جو، کیم دا سوم و نام گی ئه است. این مجموعه از ۱۶ ژوئن ۲۰۲۵، روزهای دوشنبه و سه‌شنبه ساعت ۲۲:۰۰ (کی‌اس‌تی) از ئی‌ان‌ای پخش شد و برای استریم در پلتفرم جینی تی‌وی قابل دسترسی است.

## خلاصه داستان
داستان این مجموعه دربارهٔ چهار زن با پیشینه‌های متفاوت است که گرد هم می‌آیند تا افرادی که در محل زندگی‌شان دردسر ایجاد می‌کنند، مجازات کنند.

## بازیگران

### اصلی
- لی شی یونگ در نقش کونگ می ری[۱]
- جونگ یونگ جو در نقش چو کیونگ جا[۱]
- کیم دا سوم در نقش پارک سو هی[۱]
- نام گی ئه در نقش جون جی هیون[۱]

### مکمل
- اوه ده هوان در نقش نو کانگ شیک[۲]
- جونگ سانگ هون در نقش پارک سونگ هو[۲]
- لی سو جی در نقش پارک سو جی[۲]
- کیم شی هیون در نقش نو یون می[۳]
- چوی یو سول در نقش هی سو[۴]
- لی هوا کیوم در نقش یون جو[۵]
- پارک جی آه در نقش چوی سون جا[۶]
- کانگ جی وو در نقش پارک هیون جی[۷]
- لی جه کیونگ در نقش کیم کوانگ گیو[۸]

### حضور ویژه
- کیم جون هیون در نقش اوه بوک ته (قسمت ۲)[۹]
- چوی مون هی در نقش دوست‌دختر اوه بوک ته (قسمت ۲)[۹]
- ایم جی کیو در نقش پارک دو جین (قسمت ۶)[۱۰]

## تولید
نویسندهٔ این مجموعه کیم یون شین است که پیش‌تر در نویسندگی مجموعه‌های تلویزیونی قول (۲۰۱۶) و راز عشق من (۲۰۱۷) همکاری داشته است. کارگردانی این مجموعه را مین جین کی بر عهده دارد، که پیش‌تر مجموعه کمدی نظامی سرباز تازه‌کار (۲۰۲۲–۲۰۲۵) را کارگردانی کرده بود. همچنین جونگ هیون نام به عنوان کارگردان مشترک در این پروژه حضور دارد. این مجموعه توسط آرتیست کامپنی و با همکاری ای۲زی انترتینمنت و نئو انترتینمنت تولید شده است.